# Peter Hammill
Peter Joseph Andrew Hammill (Londres, 5 de noviembre de 1948) es un cantautor inglés, miembro fundador de la banda de rock progresivo Van der Graaf Generator. Más conocido como cantante, también toca la guitarra y el piano. Además es productor discográfico en su propia compañía discográfica para sí mismo y, ocasionalmente, otros artistas. En 2012 fue reconocido por el Visionary award en los primeros Progresive Music Awards.

## Biografía
Nació en un suburbio al oeste de Londres llamado Ealing, Inglaterra, el 5 de noviembre de 1948. En su juventud estudió en la Universidad de Mánchester, donde conoció a algunos de los músicos con quienes integró en 1967 la primera formación de Van Der Graaf Generator.
En 1968 abandonó sus estudios y se vuelca de lleno a su pasión por la música, al tiempo que comenzó a desarrollar su gran despliegue creativo hasta el presente. Su arte fue caracterizado siempre por un gran espíritu de innovación y eclecticismo que ha servido como referencia de grandes bandas progresivas de la época. La poesía de Hammill, a veces oscura y excesivamente misteriosa, le ha valido críticas no siempre benévolas desde los medios y publicaciones especializadas, lo cual poco pareció importarle.
Su carrera como músico solista presenta un difuso límite entre sus creaciones personales y aquellas desarrolladas desde el grupo Van der Graaf Generator, pues su estilo inconfundible se hace presente tanto en uno como en otro ámbito, inclusive compartiendo frecuentemente sesiones de grabación con varios de los músicos integrantes de la banda. Tanto es así que el primer disco editado por Van der Graaf llamado The Aerosol Grey Machine, hasta último momento se suponía que iba a ser un trabajo solista de Hammill.
En 1971 realiza su primer disco solista Fool's Mate, que contiene canciones de principios de los años 1967/68 de Van der Graaf Generator.
En 1974 aparece el álbum denominado In Camera, en el cual interpreta todos los instrumentos. El resultado fue una obra de cierta oscuridad conceptual, muy elaborado y profundo. El mismo año Hammill publicó asimismo su libro de poesías e historias cortas titulado Killers, Angels, Refugees, incluyendo en él una selección de sus letras de canciones. Su segundo libro de poesías fue Mirrors, Dreams, Miracles y fue publicado seis años más tarde en 1980.
En el año 1975 Peter Hammill manifiesta ideas sumamente críticas sobre lo que él denominaba el "Rock Glamoroso" de la época, volcando las mismas en su álbum Nadir’s Big Chance, cuyo sarcástico contenido fue considerado de gran influencia para el movimiento Punk. De hecho, el músico Johnny Rotten líder de la conocida banda punk Sex Pistols ha mencionado a esta obra como una de sus más importantes influencias.
Desde 1969 - año en el cual se dio a conocer con Aerosol Grey Machine - no ha dejado de hacer música, su discografía abarca tantos estilos musicales que sería inútil tratar de encasillarlo en algún género. Su más reciente trabajo - Thin Air (2009) - da cuenta de un artista maduro que conoce sus limitaciones y que, consciente de ellas, es capaz de construir una unidad intensa y dramática. 

## Discografía

### Álbumes de estudio como solista
- Fool's Mate (1971)
- Chameleon in the Shadow of the Night (1973)
- The Silent Corner and the Empty Stage (1974)
- In Camera (1974)
- Nadir's Big Chance (1975)
- Over (1977)
- The Future Now (1978)
- pH7 (1979)
- A Black Box (1980)
- Sitting Targets (1981)
- Enter K (1982)
- Loops and Reels (1983)
- Patience ( 1983)
- SSkin (1986)
- And Close As This (1986)
- In a Foreign Town (1988)
- Out of Water (1990)
- The Fall of the House of Usher (1991,1999)
- Fireships (1992)
- The Noise (1993)
- Roaring Forties (1994)
- X My Heart (1996)
- Sonix (1996)
- Everyone You Hold (1997)
- This (1998)
- None of the Above (2000)
- What, Now? (2001)
- Unsung (2001)
- Clutch (2002)
- Incoherence (2004)
- Singularity (2006)
- Thin Air (2009)
- Consequences (2012)
- ...All That Might Have Been... (2014)
- From the Trees (2017)
- In Translation (2021)

### Colaboraciones
- Spur of the Moment (1988, con Guy Evans)
- The Appointed Hour (1999, con Roger Eno)
- Other World (2014, con Gary Lucas)